# Floirac, Gironde
Floirac är en kommun i departementet Gironde i regionen Nouvelle-Aquitaine i sydvästra Frankrike. Kommunen ligger i kantonen Floirac som tillhör arrondissementet Bordeaux. År 2022 hade Floirac 17 939 invånare.

## Befolkningsutveckling
Antalet invånare i kommunen Floirac
Referens:INSEE